# Guzmania gracilis
Guzmania gracilis är en gräsväxtart som beskrevs av Harry Edward Luther. Guzmania gracilis ingår i släktet Guzmania och familjen Bromeliaceae. Inga underarter finns listade i Catalogue of Life.